# Lecha dodi
Lecha dodi (hebr. לכה דודי „przyjdź, mój umiłowany”) – hymn śpiewany w piątkowy wieczór podczas Kabalat Szabat na powitanie szabatu. Ułożony przez rabina Salomona Alkabeza, kabalistę z Safedu w XVI wieku. Cały hymn tworzy akrostych, w którym zaszyfrowane jest imię autora.
Hymn wykorzystuje znany w judaizmie topos szabatu jako królowej i panny młodej, wyraża również nadzieję mesjańską. 
Tytuł hymnu pochodzi od refrenu:

לכה דודי לקראת כלה

פני שבת נקבלה 
„Przyjdź, mój umiłowany, na spotkanie oblubienicy, 

powitajmy oblicze Szabatu”